# التسويق الرياضي بالكمين
التسويق الرياضي بالكمين، التسويق هو أحد أهم الأنشطة الرئيسة والمهمة في إدارة أي مؤسسة سواء كانت رياضية أو غير رياضية، فالتسويق هو العملية الإدارية المسؤولة عن تحديد متطلبات العميل وتوقعها وتلبيتها بشكل يحقق الربح للمؤسسة.
وعرف صالح حسب الله المحامي بالنقض ومؤسس رابطة المحامين لرياضين بمصر التسويق الرياضي بأنه: الجزء الديناميكي المعقد في كل عمل تجاري رياضي، وهو عملية تصميم وتنفيذ أنشطة إنتاج تسعير، توزيع السلع، والخدمات وترويج الأفكار الرياضية لإشباع احتياجات أو رغبات المستهلكين مع تحقيق أهداف المنظمات الرياضية بما لا تتعارض مع القيم التربوية الرياضية.
وتتنوع مجالات التسويق الرياضي في العديد من الأنشطة والمنتجات والخدمات الرياضية ومنها علي سبيل المثال:- الإعلان عن ملابس أو أدوات رياضية. والإعلان عن المنشات الرياضية، واستثمار المرافق والخدمات في الهيئات الرياضية. وعائدات تذاكر الدخول إلي المباريات والمناسبات الرياضية. وحقوق البث الإذاعي والتلفزيوني والبرامج الخاصة بالأنشطة الرياضية، والإعلان في المطبوعات والنشرات والبرامج الخاصة بالأنشطة الرياضية.
وهناك داخل السوق الرياضي، الكثير من الممارسات غير المشروعة والمخالفة للأنظمة والتقنينات الرياضية ، والتي تمثل خرقًا لقواعد التسويق الرياضي بالكمين أو التسويق الوحشي، وهو إستراتيجية تسويقية تهدف إلي الحصول علي رعاية حدث دون مقابل، والتعدي علي حقوق الراعي الرسمي.
والتسويق بالكمين مثل محاولة شركة تجارية الاستفادة من الشهرة، والسمعة، والشعبية لحدث ما من خلال صنع علاقة ارتباط مع هذا الحدث، دون إذن أو موافقة من الأطراف الضرورية، وخلق انطباع بأنها الراعي الرسمي لحدث ما دون دفع تكاليف الرعاية.
ومن أشهر الأمثلة علي التسويق بالكمين: التعدي من شركة بيبسي ضد شركة كوكاكولا الراعي الرسمي ( بطولة كاس العالم 2014)
وقعت شركة كوكا كولا عقدا مع الفيفا، وأصبحت الراعي الرسمي لدى FIFA في بطولة كاس العالم البرازيل ۲۰۱٤ ، وأصبح لدى شركة بيبسي الحقوق الحصرية في التسويق والعلامات التجارية ، قامت بيبسي بأفعال تسويق كميني الحصرية في التسويق والعلامات التجارية على " Live for Now الرغم من ضد شركة Coca Cola من خلال توقيع عقد بينها و ۱۹ لاعبا مشهوراً من لاعبي كرة القدم من بينهم الأرجنتيني ليونيل ميسي وسيرجيو أجويرو والإنجليزي جاك ويلشير والبرازيلي ديفيد لويز وآخرين، وإطلاق حملة  Live for Now علي الرغم من عدم ارتباطها رسمياً بالحدث الرياضي، إلا أن أنشطة التسويق في شركة Pepsi جعلت الأمر يبدو كما لو كان مرتبطاً بها، فأظهرت الشركة في موقف الراعي الرسمي لبطولة كاس العالم ٢٠١٤ ، مما أثر على شركة Coca Cola واصابها بأضرار بالغة، مما جعلها تقوم برفع دعاوى قضائية ضد شركة Pepsi، وحاولت الأخيرة التهرب من المسؤولية بعرض إعلان بأنها ليست الراعي الرسمي للبطولة، إلا أن هذا لم يعفيها من المسؤولية.
هذه المقالة غير مرتبط بويكي بيانات